# Aida delle marionette
Aida delle marionette è un film del 2003 diretto da Fulvio Wetzl.

## Il documentario
Il percorso artistico della storica compagnia milanese di marionettisti Carlo Colla & figli, dai tempi dell'antico teatro Gerolamo ai giorni nostri, attraverso le interviste a Eugenio Monti Colla, regista, e Carlo Colla III erede della famiglia. Il film illustra l'allestimento de l'Aida realizzato dalla compagnia al Teatro Metastasio di Prato nel 2003, con 250 marionette mosse da 12 marionettisti.

## Produzione
Il film è stato prodotto dalla Scuola di Cinema Anna Magnani di Prato e dal Teatro Metastasio.

## Distribuzione
Il film è andato in onda su Rai Sat il 24-25 marzo del 2003.
Il film ha avuto la sua prima cinematografica al cinema Gnomo di Milano dal 20 al 25 maggio 2003 
Nel 2013 il film è stato pubblicato in home video, in formato DVD.
In occasione dell'uscita in DVD il film è stato programmato al MIC (Museo interattivo del cinema-Cineteca Italiana) dal 2 febbraio 2014 